# مقاطعة جاكسون (كولورادو)
مقاطعة جاكسون (بالإنجليزية: Jackson County)‏ هي إحدى مقاطعات ولاية كولورادو في الولايات المتحدة الأمريكية.